# Соколовский, Григорий Михайлович
Григорий Михайлович Соколовский (26 сентября 1972, Тюмень, СССР) — российский футболист, вратарь.

## Карьера
Воспитанник школы «Геолог» из его родной Тюмени. В 1989 году попал в заявку «Геолога», но матчей за клуб так и не провёл. В 1990 году играл за тюменский любительский клуб «Спартак». В 1991 году вернулся в «Геолог», за который в матчах высшей лиги дебютировал 14 мая 1992 года в домашнем матче 9-го тура против ставропольского Динамо. С 1995 по 1997 годы играл за тобольский «Иртыш». В 1998 году вернулся в «Тюмень», но сезон в высшем дивизионе у клуба был крайне неудачным, за 15 матчей Соколовский пропустил 45 мячей. В 2000 году не проведя ни одного матча, завершил профессиональную карьеру. В 2005 году играл за любительский клуб «Тобол». После окончания карьеры работал детским тренером в Нижней Тавде.
С апреля 2021 года работает тренером в футбольном клубе «Дерби» из Тюмени.